# 406. п. н. е.

## Догађаји
- Рат Рима с Вејима, етрурским градом.